# Roger Christiansen
Roger Christiansen (New London, 2 oktober 1952) is een Amerikaans acteur, regisseur en technicus. 

## Filmografie

### Regisseur
- True Jackson, VP (2 afleveringen, 2008)
- iCarly (5 afleveringen, 2007-2008)
- Hannah Montana (27 afleveringen, 2006-2008)
- Zoey 101 (3 afleveringen, 2007-2008)
- Cory in the House (1 aflevering, 2007)
- Girlfriends (5 afleveringen, 2005-2007)
- Drake & Josh (3 afleveringen, 2005-2007)
- Joey (7 afleveringen, 2004-2005)
- Friends (11 afleveringen, 2002-2003)
- For Your Love (5 afleveringen, 1999-2002)
- Suddenly Susan (4 afleveringen, 1999-2000)
- For Your Love (1997)

### Acteur
- Straight Talk (1992)
- Key Exchange (1985)